# Видлицкая операция
Ви́длицкая опера́ция — наступательная операция РККА и РККФ против Олонецкой добровольческой армии во время Гражданской войны в России, проводившаяся 27 июня — 8 июля 1919 года.

## Предыстория
Наступление «Олонецкой добровольческой армии» между Ладожским и Онежским озером началось и развивалось в крайне сложных для Советской власти условиях — одновременно с наступлением белых войск Юденича на Петроград с запада и наступлением интервентов на Петрозаводск.
21 апреля 1919 года части Олонецкой добровольческой армии (около 2 тыс. чел) заняли посёлок Видлица и подготовили в этом районе тыловую базу для обеспечения дальнейшего наступления в направлении Петрограда.
24 апреля 1919 года, развивая наступление, части Олонецкой добровольческой армии заняли Олонец, но вскоре были оттуда выбиты.

## Советские силы
В это же время советское командование подготовило наступательную операцию с целью разгрома белофинских войск и ликвидации «Междуозерного плацдарма» комбинированным ударом сухопутных войск и военно-морских сил. К участию в операции были привлечены следующие силы:
- 47-й и 87-й стрелковые полки 1-й стрелковой дивизии;
- 1-й финский советский стрелковый полк;
- 11 кораблей Онежской военной флотилии:

- посыльное судно № 1 («Петрозаводск»), на котором находился флаг командира флотилии;
- сторожевые корабли «Ласка» и «Выдра»;
- минный заградитель «Яуза»;
- канонерские лодки № 1 («Интернационал»), № 2 («Коммунист») и № 4;
- плавучая батарея;
- три транспортных парохода («Гарибальди», «Сом» и «Балмашов»).

- два эсминца — «Уссуриец» и «Амурец» из Морских сил Балтийского моря.[1]

Командование советскими войсками осуществляли начальник Олонецкого участка М. П. Гусаров, комиссар Э. А. Рахья и командующий Онежской военной флотилией Э. С. Панцержанский.

## Ход операции
27 июня 1919 года в 05:25 советские корабли подошли к Видлице и после подавления системы обороны противника артиллерийским огнём высадили десанты: 500 бойцов в устье реки Видлица и 200 бойцов — севернее устья реки Тулокса. Одновременно на четырёх участках фронта перешли в наступление силы 1-й стрелковой дивизии РККА. Во время высадки красные практически не понесли потерь. В зоне боевых действий оказался Александро-Свирский монастырь, который удалось захватить благодаря смелости «красного финна» Тойво Антикайнена.
В дальнейшем корабли РККФ продолжали поддержку огнём наступления сухопутных частей и провели бой с флотилией противника и гидросамолётами противника на Ладожском озере.
В результате наступательной операции финская армия потерпела поражение и отошла за линию границы. Советские войска захватили 12 артиллерийских орудий, 30 миномётов и пулемётов, 2 000 винтовок, один легковой автомобиль, склады с боеприпасами и продовольствием, запасы медикаментов.

## Память, отражение в культуре и искусстве
- Карельская сказительница А. Ф. Никифорова (р. 1888 г.) являлась автором руны о Видлицком десанте
- Видлицкая операция упоминается в повести Константина Паустовского «Озёрный фронт», впервые опубликованной в «Роман-газете» в 1934 году[2]
- Пьеса о Видлицкой операции Лаури Луото «Господин Мальбрук в поход собрался» (1935)[6].